# Gualtiero Bassetti
Gualtiero Bassetti (Marradi, 7 de abril de 1942) é um cardeal italiano, arcebispo emérito de Perugia-Città della Pieve.

## Biografia
Foi ordenado padre em 29 de junho de 1966, na catedral de Santa Maria del Fiore, Florença, pelo Cardeal Ermenegildo Florit, arcebispo de Florença. Nomeado vice-pároco da paróquia de San Michele a San Salvi, Florença, no mesmo ano. De 1968, ele foi assistente e mais tarde responsável pela pastoral vocacional no Seminário Menor de Florença e em 1972, tornou-se seu reitor. Em 1979, foi nomeado reitor do Seminário Maior de Florença. Em 1990, ele tornou-se pró-vigário geral da Arquidiocese de Florença, e em 1992, vigário-geral.
Eleito bispo de Massa Marittima-Piombino em 9 de julho de 1994, foi consagrado em 8 de setembro de 1994, na Catedral Metropolitana Basílica de São Lourenço, em Florença, pelo cardeal Silvano Piovanelli, arcebispo de Florença, assistido por Antonio Bagnoli, bispo-emérito de Fiesole, e por Giovanni Bianchi, bispo-emérito de Pescia. Ele entrou na diocese em 18 de setembro de 1994. Transferido para a sé de Arezzo-Cortona-Sansepolcro em 21 de novembro de 1998, entrou na diocese no dia 6 de fevereiro de 1999. Em 2001, ele foi nomeado delegado para os seminários da Itália, sendo confirmado em março de 2006. Membro da Comissão Episcopal para o Clero e Vida Consagrada da Conferência Episcopal Italiana. Promovido à Sé metropolitana de Perugia-Città della Pieve em 16 de julho de 2009, recebeu o pálio do Papa Bento XVI em 29 de junho de 2009, na Basílica de São Pedro. É membro do Conselho Pontifício para a Promoção da Unidade dos Cristãos. Também foi vice-presidente da Conferência Episcopal Italiana. Em 24 de maio de 2017 foi nomeado presidente da Conferência Episcopal Italiana pelo Papa Francisco, em conformidade com os Estatutos da mesma Conferência.

## Cardinalato
Em 12 de janeiro de 2014, foi anunciada a nomeação de Gualtiero Bassetti como cardeal, investidura que foi efetivada no primeiro consistório ordinário do Papa Francisco em 22 de fevereiro de 2014. Recebeu o título de cardeal-presbítero de Santa Cecília.
Teve sua renúncia do governo pastoral aceita pelo Papa Francisco em 27 de maio de 2022.